# Az Egyesült Nemzetek Szervezete Biztonsági Tanácsának 1975. számú határozata
Az Egyesült Nemzetek Szervezete Biztonsági Tanácsának 1975. számú határozatában 2011. március 30-án az 1572, 1893, 1911, 1924, 1933, 1942, 1946, 1956, 1962, 1967, 1968 számú határozatait alapul véve felszólította Laurent Gbagbót, hogy haladéktalanul adja át Elefántcsontparton az államfői tisztséget a nemzetközileg elismert, választásokon győzedelmeskedő vezetőnek, Alassance Ouattarának. Ezen kívül vele és közeli munkatársaival különféle szankciókat rendeltek el.
A határozatot Franciaország és Nigéria kezdeményezésére kezdték el tárgyalni.

## A határozat

### Megfigyelések
A határozat preambulumában a Tanács abbéli reményeit fejezi ki, hogy az elefántcsontparti válságnak mihamarabb megtalálják a tartós, békés és demokratikus megoldását. Elismerte az Afrikai Unió és az ECOWAS a válság megoldása érdekében tett erőfeszítéseit, és megerősítette, hogy a nemzetközi közösség Alassance Ouattarát tekinti Elefántcsontpart elnökének.
Aggodalmaiknak adtak hangot az országban eluralkodó válsághelyet és a polgárháború kitörésének veszélye miatt. A Bizottság minden felet felszólított, hogy tartózkodjék az emberi jogok és a nemzetközi humanitárius szerződések megsértésétől. Ezen kívül sürgette, hogy minden fél keresse a lehetőleg békés, tárgyalásos megoldási formákat. Minden hasonló vérengzést ki kell vizsgálni, és a felelősöket bíróság elé kell állítani. A Bizottság kijelenti, hogy minden, a civilek ellen elkövetett támadás emberiesség elleni bűncselekménynek fog tekinteni.

### Határozatok
Az ENSZ Alapokmányának VII. fejezete alapján a Tanács felszólította a viaskodó feleket, hogy fogadják el a nép akaratát, és a nemzetközi közösség többsége, az Afrikai Unió és az ECOWAS által elfogadott elnököt, Alassance Ouatarát iktassák be. Ezen kívül szorgalmazták a harcok mihamarabbi beszüntetését, a civilek nyugtának megteremtését. Ezeken felül az elefántcsontparti politikai erőktől elvárják, hogy fogadják el az Afrikai unió által felkínált politikai rendezést, és elítélték Laurent Gbagbót, mivel nem fogadta el a politikai megoldás kínálta lehetőségeket.
A határozatot elfogadó államok aggodalmukat fejezték ki az ENSZ békefenntartóira támadó militáns és zsoldos seregek miatt. Laurent Gbagbót és támogatóit felszólították, hogy haladéktalanul működjön együtt az Egyesült Nemzetek Szervezete Elefántcsontpartra vezényelt békefenntartóival. A Tanács még egyszer kihangsúlyozta, hogy az UNOCI mandátuma alapján minden szükséges intézkedést megtehet egy hirtelen kitörő támadás esetén a civil lakosság épségének megmentése érdekében.
Felhívták az összes elefántcsontparti párt figyelmét, hogy mihamarabb működjön együtt az Egyszarvú Hadművelet során az országba vezényelt francia és ENSZ-csapatokkal. Ezen kívül senki nem akadályozhatja az ENSZ Emberi jogi Bizottságának helyszíni ellenőrzéseit. Az elefántcsontparti állami médiát, különös tekintettel a Radiodiffusion Television Ivoirienne televíziót felszólították, hogy tárgyszerűen számoljon be az összetűzésekről, és engedjen teret a szólásszabadságnak.
A határozat elfogadóit ezeken kívül aggasztotta menekültek és a földönfutóvá vált emberek egyre nagyobb száma. A helyzet Libériában volt a legriasztóbb. Felszólították Gbagbót, hogy hagyjon fel az Ouattarának otthont nyújtó hotel ellen indított támadásokkal.

#### Egyéni szankciók
A határozat végén a következő személyekkel szemben pénzügyi és utazási embargót rendelt el, mivel ők hátráltatják a béke helyreállítását:
- Laurent Gbagbo (Elefántcsontpart volt elnöke);
- Simone Gbagbo (az Elefántcsontparti Népfront parlamenti frakcióvezetője);
- Désiré Tagro (Laurent Gbagbo elnökségének főtitkára);
- Pascal Affi N'Guessan (az Elefántcsontparti Népfront elnöke);
- Alcide Djédjé (Laurent Gbagbo személyes tanácsadója).

## Külső hivatkozások
- A határozat szövege a ReliefWeb honlapján